# Eucinostomus jonesii
Eucinostomus jonesii är en fiskart som först beskrevs av Albert Günther, 1879.  Eucinostomus jonesii ingår i släktet Eucinostomus och familjen Gerreidae. Inga underarter finns listade i Catalogue of Life.